# UB-129号潜艇
陛下之UB-129号艇是德意志帝国海军于第一次世界大战期间建造的其中一艘UB-III型近岸潜艇或称U艇。它由不来梅的威悉船厂承建，于1918年5月11日新船下水，至同年6月11日交付使用。其全长55.85米，水面及水下排水量分别为512吨和643吨，艇载武器则包括五具500毫米鱼雷发射管以及一门105毫米口径甲板炮。UB-129号入役后曾被部署至地中海区舰队，并在入列途中参与了大西洋潜艇战，击沉2艘容积总吨累计为5098吨的协约国商船，成为该艇取得的仅有战功。1918年10月31日，随着奥匈帝国解体并退出战事，当时尚未完成适航整修的UB-129号在阜姆遭其船员自行凿沉。

## 设计
UB-129号是不来梅威悉船厂承建的第三批次（UB-118至UB-132号）UB-III型之一，由德意志帝国海军潜艇监察局于1917年2月8日订购、同年8月21日动工，至1918年5月11日下水。其全长55.85米，舷宽5.80米。艇体采用双壳体结构，水面及水下排水量分别为512吨和643吨，浮起时的吃水深度为3.72米。由于无需像UC-II型艇那样提供水雷布设装置，设计工程师对潜艇舷弧进行了优化，增大了司令塔体积，配备两具潜望镜，司令塔与控制室之间增加一道水密舱壁。这些改进显著提高了潜艇的水下机动性和生存力。为了达到更高的航速，UB-129号采用两台奔驰六缸四冲程525匹公制馬力（386千瓦特）柴油机用于水面运行，以及两台394匹公制馬力（290千瓦特）的船舶联盟（Schiffsunion）电动发电机用于水下航行；水面最高航速13.9節（25.7每小時），水下7.6節（14.1每小時）；能够在水面以6節（11每小時）航速续航7,280海里（13,480），或以4節（7.4每小時）连续在水下航行55海里（102）而无需充电。
UB-129号的主武器为五具500毫米艇艏鱼雷发射管，其中艇艏四具采用层叠式布局分居两侧、艇艉一具，并可搭载合共10枚G6型鱼雷。辅助武器则是一门88毫米30倍径速射炮。其标准船员编制为3名军官加31名水兵。

## 服役历史
1918年6月11日，UB-129号在曾历任UB-13、UB-2、UB-6、UB-40和UC-67号艇长、经验丰富的海军上尉卡尔·诺伊曼的指挥下正式入役，随即展开海试。完成海试后，该艇于9月4日独力从基尔出发前往地中海，穿越直布罗陀海峡、西西里岛海域、马耳他海峡和奥特朗托海峡，于10月2日抵达奥匈帝国军港普拉，成为最后一艘加入地中海区舰队的潜艇。在此次航行期间，UB-129号曾击沉2艘协约国或中立国商船，容积总吨累计为5098吨，是该艇取得的仅有战功。其中，注册吨位为4881总吨的美国货轮布埃纳文图拉号（Buenaventura）是9月16日在距西班牙西北约200海里（370）处遭击沉，当时它正从滨海勒韦尔东空载驶往费城，共造成船上18人罹难。而容积总吨为217吨的丹麦帆船埃里克号（Erik）则是三天后，即9月19日在从加的斯载盐前往托尔斯港的途中，于罗卡角以西约75海里（139）处遭UB-129号的炮火逼停。其船员经过诺伊曼派员登船检查后获释，帆船则于延至9月22日沉没。
加入地中海区舰队后，UB-129号即被送往阜姆的奥匈帝国海军工厂整修。但随着10月底奥匈帝国解体并退出战事，区舰队内所有适航潜艇都受命突破封锁遣回德国，以免在奥匈帝国投降后落入敌手。而尚未完成整修的UB-129号由于不具备适航能力，最终于10月31日在阜姆被其官兵自行凿沉，沉没地点大致位于45°19′N 14°26′E / 45.317°N 14.433°E处。

## 袭击历史摘要
| 日期          | 船名           | 船籍 | 吨位 | 结局 |
| ------------- | -------------- | ---- | ---- | ---- |
| 1918年9月16日 | 布埃纳文图拉号 | 美国 | 4881 | 击沉 |
| 1918年9月22日 | 埃里克号       | 丹麦 | 217  | 击沉 |

## 脚注
1. ↑  Rössler，第55頁.
2. 1 2  Helgason, Guðmundur. . German and Austrian U-boats of World War I - Kaiserliche Marine - Uboat.net.   [2009-02-13].
3. ↑  Gröner 1991，第25–30頁.
4. 1 2  Helgason, Guðmundur. . German and Austrian U-boats of World War I - Kaiserliche Marine - Uboat.net.   [2015-03-11].
5. 1 2 3  Gröner 1991，第25-30頁.
6. ↑  陈进，第239頁.
7. ↑  NARS，第60頁.
8. ↑  陈进，第268頁.
9. 1 2  Helgason, Guðmundur. . German and Austrian U-boats of World War I - Kaiserliche Marine - Uboat.net.   [2015-03-11].
10. ↑  Helgason, Guðmundur. . German and Austrian U-boats of World War I - Kaiserliche Marine - Uboat.net.   [2022-06-24].
11. ↑  Helgason, Guðmundur. . German and Austrian U-boats of World War I - Kaiserliche Marine - Uboat.net.   [2022-06-24].